# Yoncq (rivière)
Pour les articles homonymes, voir Yoncq (homonymie).
Le Yoncq est une rivière française qui coule dans le département des Ardennes, dans l'ancienne région Champagne-Ardenne, donc dans la nouvelle région Grand-Est. C'est un affluent gauche de la Meuse.

## Géographie
Le Yoncq naît sur le territoire de la commune de Saint-Pierremont, entre le bois de St-Pierremont et Ferme d'Isly, à 230 m d'altitude. 
De 17,4 km de longueur, son cours est globalement orienté du sud-ouest vers le nord-est. 
Il se jette dans la Meuse (rive gauche) sur le territoire de la ville de Mouzon, à 156 m d'altitude, à la limite de la commune d'Autrecourt-et-Pourron.

### Communes et cantons traversés
Dans le seul département des Ardennes, Le Yoncq traverse ou longe les six communes suivantes, d'amont en aval, de Saint-Pierremont (source), la Berlière, Beaumont-en-Argonne, Yoncq, Autrecourt-et-Pourron et Mouzon (confluence).
Soit en termes de cantons, le Yoncq prend source dans le canton de Vouziers, conflue dans le canton de Carignan, dans les deux arrondissement de Vouziers et arrondissement de Sedan.

## Hydronymie
Yoncq ou Yonck, signifie tout simplement le « jong ».

### Toponyme
La localité Yoncq a son toponyme identique à l'hydronyme de la rivière.

### Bassin versant
Le ruisseau de Yoncq traverse une seule zone hydrographique Le ruisseau de Yoncs. (B322) de 50 km2 de superficie. Ce bassin versant est constitué à 57,40 % de « territoires agricoles », à 40,77 % de « forêts et milieux semi naturels », à 1,15 % de « territoires artificialisés ».

### Organisme gestionnaire
L'organisme gestionnaire est l'EPTB Meuse, ou Etablissement public d'Aménagement de la Meuse et de ses affluents

## Affluent
Le Ruisseau de Yoncq n'a pas d'affluent référencé. Son rang de Strahler est donc de un.

## Hydrologie

### Le Yoncq à Mouzon
Le module du Yoncq, au confluent de la Meuse vaut 0,80 m3/s pour un bassin versant de 49,7 km2. 

### Étiage ou basses eaux
À l'étiage, c'est-à-dire aux basses eaux, le VCN5, ou débit minimal du cours d'eau enregistré pendant cinq jours consécutifs sur un mois, s'établit à 0,20 m3/s, ce qui reste très confortable.

### Lame d'eau et débit spécifique
La lame d'eau écoulée dans le bassin est de 492 millimètres par an, ce qui est élevé, plus même que la moyenne des cours d'eau de la région. C'est nettement supérieur à la moyenne de la France, tous bassins confondus, et aussi à la moyenne du bassin français de la Meuse (450 millimètres par an à Chooz, à la sortie du territoire français). Son débit spécifique ou Qsp se monte dès lors à un solide 15,6 litres par seconde et par kilomètre carré de bassin.